# 上野智広
上野 智広（うえの ともひろ、1967年4月15日 - ）は、千葉県出身のフリーアナウンサー。元文化放送アナウンサー。オフィスキイワード、エル・ファクトリーなどと業務提携。

## 来歴

### 文化放送時代
早稲田大学法学部卒業後の1991年に、アナウンサーとして文化放送に入社。入社後は、『文化放送ライオンズナイター』『文化放送ホームランナイター』などのプロ野球中継を中心に、スポーツアナウンサーとして活躍した。また、2008年の北京オリンピックでは、ラジオ中継の実況アナウンサーとしてジャパンコンソーシアムへ派遣。野球、サッカー、ソフトボール、バレーボール、男子マラソンの中継で実況を担当した。
2010年12月1日付の人事異動で、スポーツ部所属のアナウンサーから、制作部のディレクターに転身した。同年11月30日の『菅野しろうのアナログ情報バラエティ　しろバラ』では、リスナーへの報告を兼ねて出演すると共に、過去の実況音源を放送した。この放送では、「来年（2011年）のお正月は久し振りに、箱根駅伝を見聞きする立場なります」と語ったうえで、当時の上司であった菅野詩朗 からスポーツ部を代表して花束を贈られた。

### フリーアナウンサーへの転身後
- 2014年1月の時点で文化放送を退職。以降は、フリーアナウンサーとして活動している。同年のプロ野球シーズンからは、NACK5のプロ野球中継『NACK5 SATURDAY&SUNDAY LIONS』で、文化放送アナウンサー時代以来4年振りに埼玉西武ライオンズ主催試合の実況を担当している。
- 2015年7月よりむさしの芝居塾講師として後継育成にも力を注ぐ。

## 出演番組

### 文化放送時代
- 文化放送ライオンズナイター
- 文化放送ホームランナイター（フリーアナウンサーへの転身後も稀にNRN系列局向け裏送り中継を担当したことがあった）
- 白石涼子の聞かなきゃ☆そん♪Song!
- 北京オリンピックラジオ中継

### フリーアナウンサーへの転身後
FM NACK5
- 「NACK5 SUNDAY LIONS」（実況、2014年4月 - 2017年9月）
- 「SPO-NOW」（パーソナリティ、2014年4月6日 - 2018年3月25日、日曜18:00 - 21:00）
- 「WARMING-UP MUSIC」（代理パーソナリティ、2014年5月13日、5月15日）

その他
- フジテレビONE 「プロ野球ニュース」（実況キャスター、2014年4月 - ）
- テレビ埼玉「TVSライオンズアワー」
- 高校野球中継（実況、2014年7月、埼玉県大会（テレビ埼玉制作）、東東京大会（CATV4局共同制作））
- むさしの芝居塾（アナウンスクラス講師）
- Bリーグ中継（リーグ制作の公式映像）
- BS12 プロ野球中継 （TwellV、主音声または副音声の実況担当）
- ジャイアンツイースタン・リーグ中継（日テレジータス）
- DAZN　NPB/MLB/NFL（主にサースデーナイトフットボール） 実況
- Abema TV　横浜DeNAベイスターズ戦実況